# Chaetodermis penicilligerus
O Chaetodermis penicilligerus é uma espécie de peixe que chega a medir até 30 cm de comprimento.